# STAR Crime
STAR Crime 是华特迪士尼公司旗下迪士尼娛樂擁有的電視頻道，用於取代福斯警匪頻道（FOX Crime），主要播放涉及犯罪、恐怖和調查類型的情境喜劇和電影電視節目。
該頻道现时在巴爾幹半島、保加利亞、葡萄牙等地区播放。